# 화가 클로드 모네의 초상
화가 클로드 모네의 초상(프랑스어: Portrait de Claude Monet)은 프랑스의 인상파 화가 피에르오귀스트 르누아르가 1875년에 그린 초상화이다. 
당시 동료 화가였던 클로드 모네가 파레트와 붓을 든 모습을 그렸으며, 현재 프랑스 파리의 오르세 미술관에 전시되어 있다. 모네와 친한 사이였던 르누아르는 이 작품 외에도 〈아르장퇴유의 정원에서 그림 그리는 클로드 모네〉(1873년), 〈화실에서 그림 그리는 클로드 모네〉(1874년) 등으로 모네의 초상화를 그려준 바 있다.

## 같이 보기
- 오귀스트 르누아르의 작품 목록